# غلوغاه (تشهار فريضة)
غلوغاه (بالفارسية: گلوگاه) هي منطقة سكنية تقع في إيران في غيلان.